# 焚燒秸稈

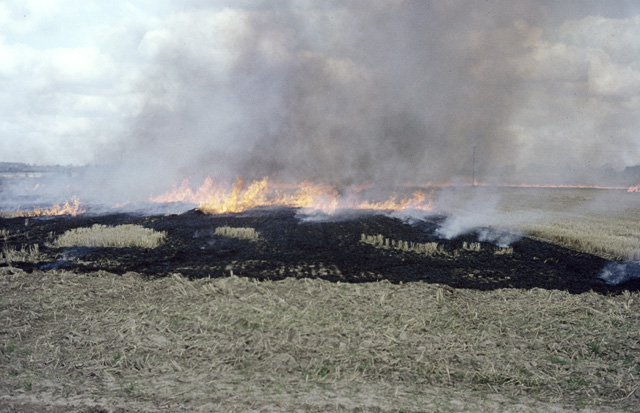
1986年，英格兰埃塞克斯郡，人們正在焚烧秸秆

焚烧秸秆是指人們在收割谷物（如水稻和小麦）后故意放火烧掉留下的秸秆茬的行為。焚燒秸稈目的是去除害虫寄生的環境以及去除杂草，而且可以减少氮滞留；但煙霧會造成空氣污染以及產生温室气体和其他破坏臭氧层的气体，並且很有可能導致火灾蔓延。

## 秸秆焚烧的替代方法
农业残留物可以有其他用途，例如用于塑合板和生物燃料 ，尽管这些用途仍然会导致侵蚀和养分流失等问题。
喷洒一种酶，将秸秆分解成有用的肥料，改善土壤，避免空气污染并防止二氧化碳排放。 
但是这些方法的替代性都很有限。很多地方的秸秆焚烧仍然难以避免。

## 对秸秆焚烧的态度

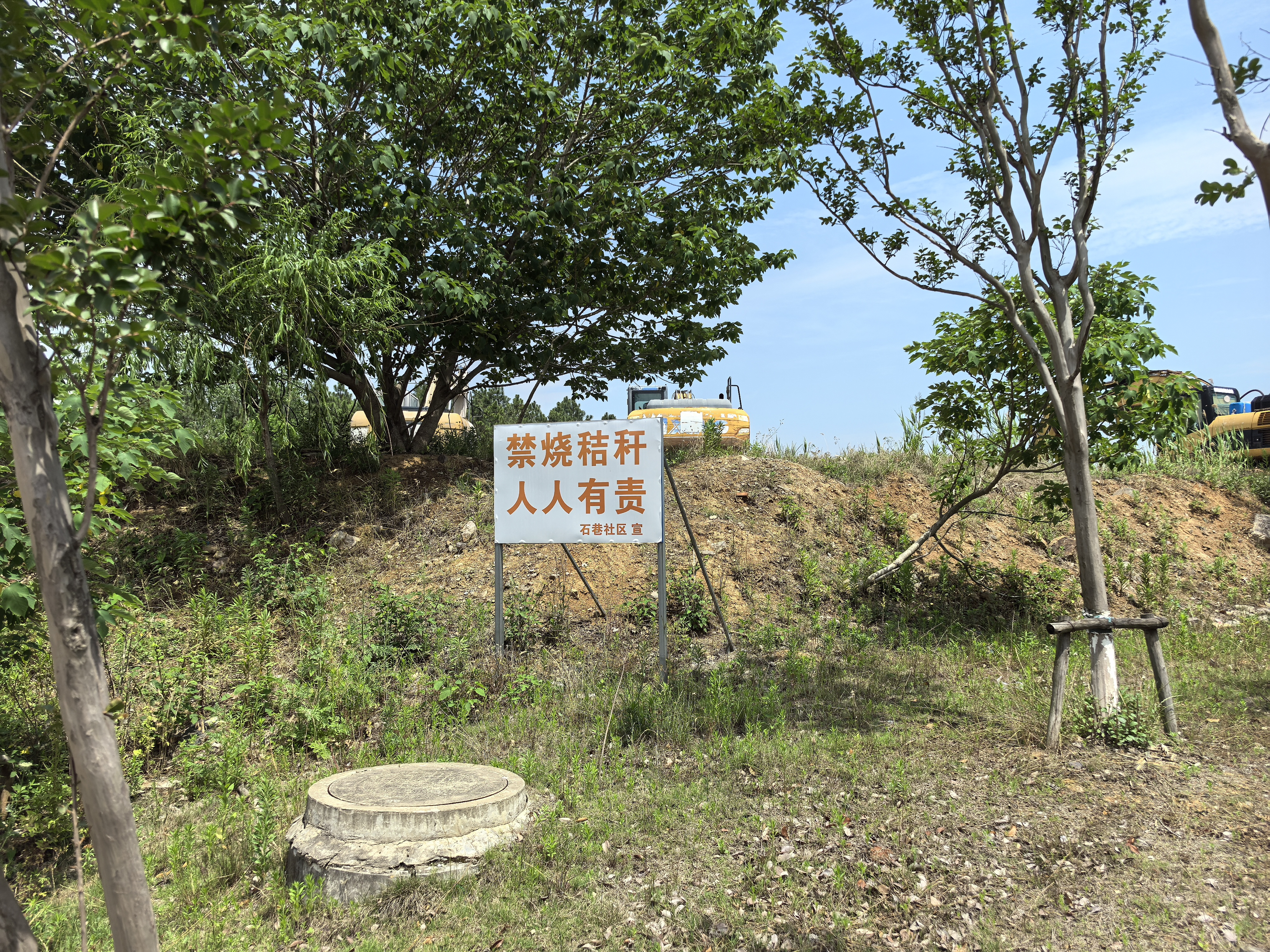
位于中国江苏省南京市溧水区的一个禁烧秸秆告示牌

在20世纪90年代之前，焚燒秸稈一直很普遍，後來各國政府開始逐步限制焚燒秸稈。
- 自 1993 年以来，英国已有效禁止焚烧残茬。 [7]黑草，特别是抗除草剂黑草的感知增加，导致一些耕地农民发起运动，要求其回归。 [8]
- 在澳大利亚，焚烧秸秆“不是大多数农民的首选” [1] ，但在某些情况下是允许和推荐的。建议农民耙和焚烧堆垛，并在任何烧毁处留出 3 米的防火带。 [3]
- 在美国，火灾在中西部各州相当普遍，但俄勒冈州和爱达荷州等一些州对这种做法进行了规范。 [9] [10]
- 在欧盟，共同农业政策强烈反对焚烧秸秆。 [11]
- 在中国，政府禁止焚烧秸秆；然而，这种做法仍然相当普遍。 [12]
- 在印度北部，尽管旁遮普邦污染控制委员会禁止焚烧秸秆，但自 1986 年以来仍在进行焚烧。当局开始更积极地执行这项禁令，并研究替代方案。 [13] [14] [6]
- 在加拿大的一些省份，包括马尼托巴省在内，2007 年估计有 5% 的农民会烧秸秆。 [15]